# 성바오로딸수도회
성바오로딸수도회(Daughters of St. Paul, 이탈리아어: Figlie di San Paolo, 라틴어: Pia Societas Filiarum Sancti Pauli, 약자 F.S.P)는 1915년 6월 15일 이탈리아 알바에서 복자 야고보 알베리오네 신부에 의해 창립된 로마 가톨릭 교회의 여성 수도회이다.
창립자 복자 야고보 알베리오네 신부는 마리아 테클라 메를로 수녀를 초대 총장으로 임명하였다.
성바오로수도회와 더불어 야고보 알베리오네가 설립한 '[바오로 가족]'(en:Pauline Family)의 지체이며, 세계 50여개 국가에서 출판 및 미디어를 중심으로 복음 선포를 하고 있다. 대한민국에는 1960년 12월 13일 진출하였다.

## 같이 보기
- 바오로딸 - 성바오로딸 수도회에서 운영하는 출판사 및 서점
- 성 바오로 수도회